# Chlosyne thekla
Chlosyne thekla är en fjärilsart som beskrevs av Edwards 1870. Chlosyne thekla ingår i släktet Chlosyne och familjen praktfjärilar. Inga underarter finns listade i Catalogue of Life.